# Venă safenă mică
Vena safenă mică (venă safenă scurtă sau vena safenă mică), este o venă superficială relativ mare a membrului inferior.

## Anatomie
Originea venei safene mici este în locul unde vena dorsală din cel de-al cincilea deget al piciorului (degetul mic) se unește cu arcul venos dorsal al piciorului, care se atașează de vena safenă mare. Este o venă superficială fiind subcutanată (chiar sub piele). 
De la origine, urmează un traseu în jurul aspectului lateral al piciorului (inferior și posterior față de maleolul lateral) și se desfășoară de-a lungul aspectului posterior al piciorului (împreună cu nervul sural), unde trece între capetele mușchiului gastrocnemic. Această venă prezintă o serie de puncte diferite de drenare: 
În mod normal se varsă în vena poplitee, la sau sub nivelul articulației genunchiului.

### Variabilitate
Uneori vena safenă mică se alătură venei gastrocnemiene comune înainte de a se varsă în vena poplitee. 
Uneori, acesta nu comunică cu vena popliteală, dar merge până la drenarea în GSV la un nivel variabil. 
În loc să se verse în vena poplitee, se poate contopi cu vena Giacomini și se poate scurge în vena safenă mare în treimea superioară a coapsei. 

## Imagini suplimentare

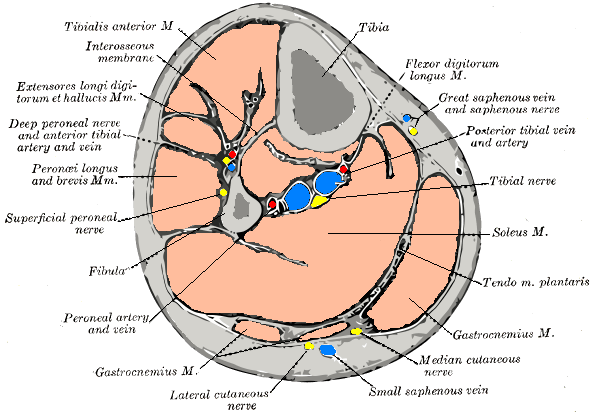
Secțiune transversală prin mijlocul piciorului.
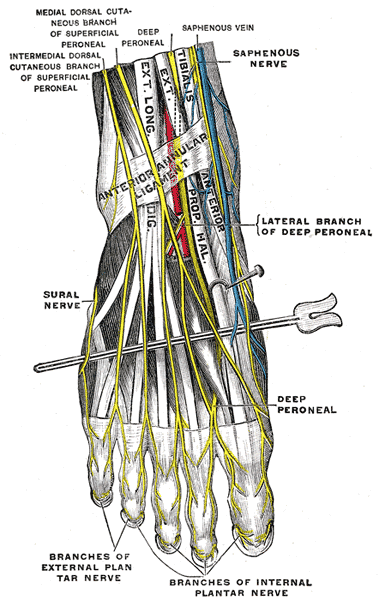
Nervii dorsului piciorului.